# Brander Stier
Koordinaten: 50° 44′ 54,71″ N, 6° 9′ 50,83″ O

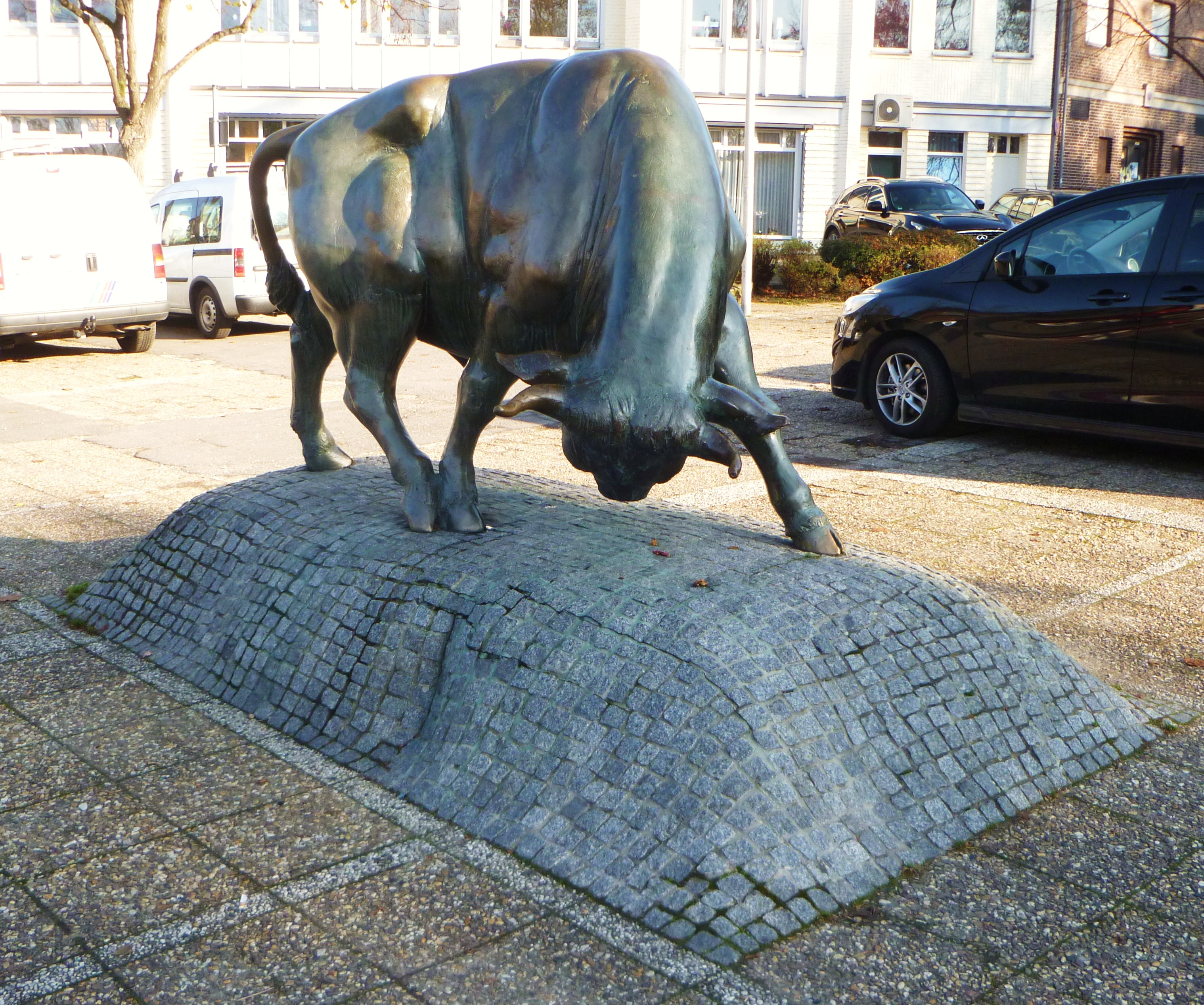
Bronzeplastik Brander Stier

Der Brander Stier ist das Symbol des Aachener Stadtteils Brand.
Eine lebensgroße Bronzestatue beherrscht den Brander Marktplatz. 1976 wurde diese Statue des Bildhauers Karl-Henning Seemann auf Betreiben des dortigen Bürgervereins aufgestellt. Am Elisengarten in der Innenstadt kann der auch von Seemann geschaffene und durch die Sparkasse Aachen gestiftete Brunnen Kreislauf des Geldes besucht werden.
Der Stier leitet sich wohl von dem Korneliushorn im Wappen von Aachen-Brand ab, welches die ehemalige Zugehörigkeit zur Reichsabtei Kornelimünster darstellt und symbolisiert gleichzeitig den angeblichen Starrsinn („stierigen“ Lokalpatriotismus) der Einwohner.